# Québec sur ordonnance
 (janvier 2013).
Si vous disposez d'ouvrages ou d'articles de référence ou si vous connaissez des sites web de qualité traitant du thème abordé ici, merci de compléter l'article en donnant les références utiles à sa vérifiabilité et en les liant à la section « Notes et références ».
Québec sur ordonnance est un film documentaire québécois réalisé par Paul Arcand, sorti en salles en octobre 2007
Produit par Denise Robert et Daniel Louis, le film traite de la surconsommation de médicaments au Québec ainsi que des manipulations de l'industrie pharmaceutique visant à engranger davantage de profits, parfois au détriment des malades.
Pendant ses recherches, Paul Arcand découvrira qu'il existe un document compilant toutes les prescriptions faites par les médecins dans une année. Ce document, mis à jour tous les trois mois, permet aux représentants pharmaceutiques de suivre en direct l'évolution de leur opération de charme auprès de chaque médecin.